# متی جونز
متی جونز (انگلیسی: Matty Jones؛ زادهٔ ۳۰ نوامبر ۱۹۹۵) بازیکن فوتبال اهل بریتانیا است.
از باشگاه‌هایی که در آن بازی کرده‌است می‌توان به باشگاه فوتبال وانتج تاون، باشگاه فوتبال فارن‌بورو، باشگاه فوتبال چیپنهام تاون، و باشگاه فوتبال سوئیندون تاون اشاره کرد.